# Tensione interna
La tensione interna (o sollecitazione interna o sforzo) è una misura delle forze di contatto esercitate tra le parti interne di un corpo continuo tridimensionale attraverso la relativa superficie di separazione. Essa è definita come la forza di contatto per unità di area, cioè è il limite del rapporto tra la forza agente e l'area della superficie su cui agisce:
{\displaystyle {\mathbf {t} }=\lim _{\Delta A\rightarrow 0}{\frac {\Delta \mathbf {f} _{c}}{\Delta A}}}
Essa è una quantità vettoriale e la sua unità di misura è il pascal (simbolo Pa). Nella pratica tecnica si fa uso più comunemente del megapascal (MPa) o del gigapascal (GPa). 
Il concetto di tensione è basato sul concetto di continuo e riveste un ruolo fondamentale in tutta la meccanica del continuo in quanto caratterizza lo stato delle sollecitazioni interne di un corpo e, di conseguenza, il comportamento del materiale costituente il corpo, cioè come questo si deforma sotto l'azione di forze applicate.

## Storia
La nozione di tensione interna agente attraverso la superficie di contatto fu per prima introdotta dal matematico e fisico Leibniz nel 1684 e da Jakob Bernoulli nel 1691. Nel 1713 Antoine Parent (1660-1726), un matematico francese, riconobbe, anche se in modo fumoso, l'esistenza delle tensioni interne tangenziali. Successivamente, attorno al 1750, Daniel Bernoulli ed Eulero formularono una teoria completa della trave, introducendo l'idea delle tensioni interne nella sulla superficie piana di sezione di una trave ed associando ad esse una forza risultante ed un momento risultante. Nel 1752 Eulero associò l'idea delle componenti normali della tensione al concetto di pressione. Ulteriori contributi al concetto di tensione furono dati dal fisico ed ingegnere francese Coulomb (1736-1806) che diede una precisa formalizzazione del concetto di tensione tangenziale. Ma fu il grande matematico (ma con formazione anche ingegneristica) francese Augustin-Louis Cauchy (1789-1857) che, nel 1822 formalizzò il concetto di tensione nel contesto di una generale teoria tridimensionale, insieme a quello di deformazione, stabilendo i legami tra le due grandezze. 

## Il vettore delle tensioni

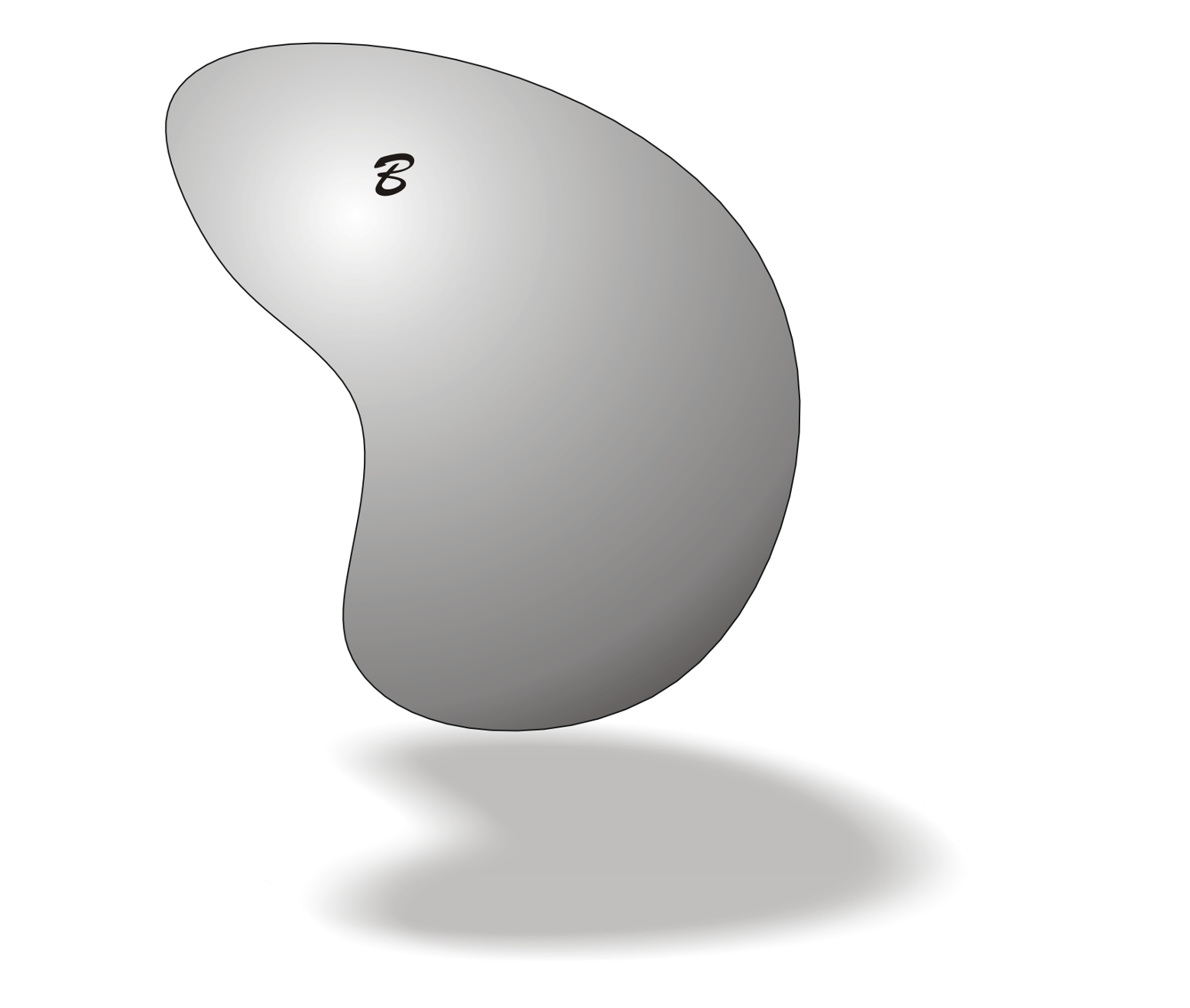
Continuo tridimensionale di Cauchy

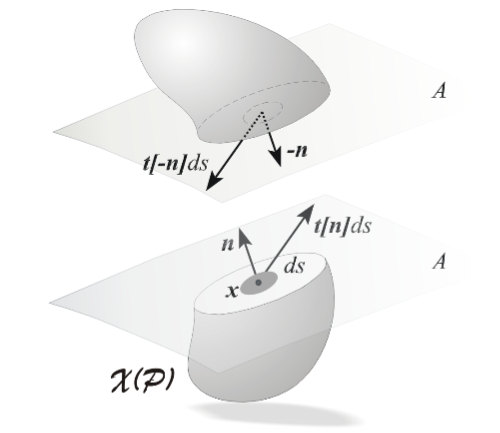
Tensioni interne nel continuo di Cauchy

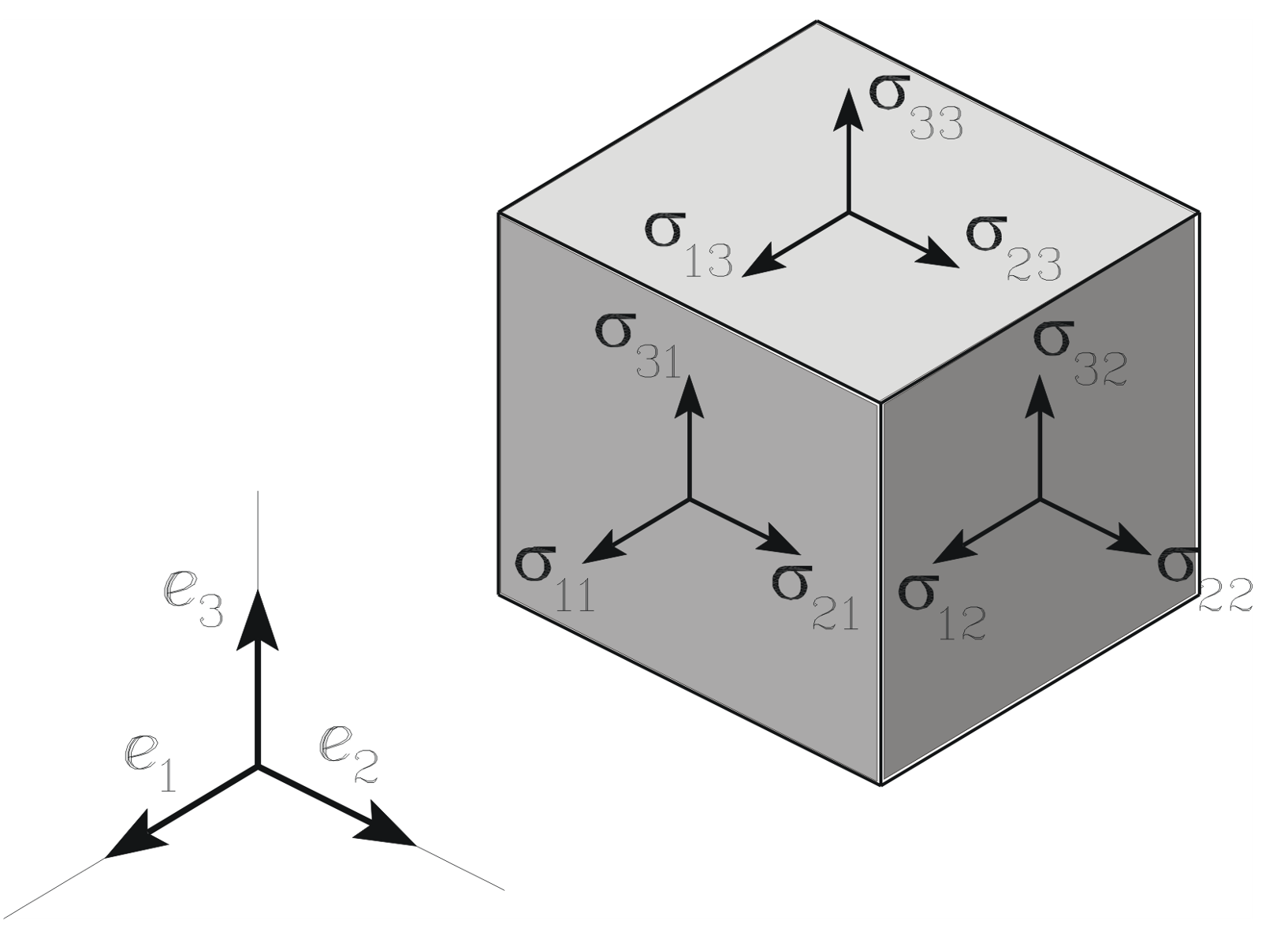
Componenti del tensore delle tensioni di Cauchy

Operazioni su vettori e tensori o matrici:
- prodotto scalare tra vettori:

{\displaystyle {\mathbf {a} }\,\cdot \,{\mathbf {b} }}
- tensore trasposto di un tensore:

{\displaystyle \mathbf {A} ^{t}}
- tensore inverso di un tensore:

{\displaystyle \mathbf {A} ^{-1}}
- traccia di un tensore:

{\displaystyle \mathrm {tr} ({\mathbf {A} })}
- determinante di un tensore:

{\displaystyle \det({\mathbf {A} })}
Per un corpo {\displaystyle {\mathcal {B}}} in una configurazione {\displaystyle {\boldsymbol {\chi }}({\mathcal {B}})}, le tensioni interne sono un campo vettoriale {\displaystyle {\mathbf {t} }(\cdot )} definito nella  configurazione {\displaystyle {\boldsymbol {\chi }}({\mathcal {B}})} tale che il risultante delle forze di contatto agenti su una generica parte {\displaystyle {\mathcal {P}}} del corpo sia misurato dall'integrale di superficie sulla frontiera {\displaystyle \partial {\boldsymbol {\chi }}({\mathcal {P}})}
{\displaystyle {\mathbf {r} }^{c}({\mathcal {P}})=\int _{\partial {\boldsymbol {\chi }}({\mathcal {P}})}{\mathbf {t} }({\mathbf {x} },\ldots )\,ds}
Le tensioni sono in generale funzione, oltre che del punto {\displaystyle {\mathbf {x} }}, anche della forma della superficie di contatto {\displaystyle \partial {\boldsymbol {\chi }}({\mathcal {P}})}
{\displaystyle {\mathbf {t} }={\mathbf {t} }\left({\mathbf {x} },\partial {\boldsymbol {\chi }}({\mathcal {P}})\right)}
In meccanica classica si ammette però la validità del postulato di Cauchy, che definisce la dipendenza da {\displaystyle \partial {\boldsymbol {\chi }}({\mathcal {P}})} solo attraverso la normale {\displaystyle {\mathbf {n} }} alla superficie {\displaystyle \partial {\boldsymbol {\chi }}({\mathcal {P}})} passante per {\displaystyle {\mathbf {x} }}, cioè accettando la semplificazione:
{\displaystyle {\mathbf {t} }={\mathbf {t} }\left({\mathbf {x} },{\mathbf {n} }\right)}
In altri termini, sulla base del postulato di Cauchy, a superfici diverse passanti per il punto {\displaystyle {\mathbf {x} }}, caratterizzate localmente dall'avere la stessa normale, è associato lo stesso valore del vettore tensione.

### Tensioni normali e tangenziali
Il vettore tensione {\displaystyle {\mathbf {t} }={\mathbf {t} }\left({\mathbf {x} },{\mathbf {n} }\right)}
agente in un punto interno {\displaystyle {\mathbf {x} }} e sulla giacitura di normale {\displaystyle {\mathbf {n} }}, può essere rappresentato attraverso le componenti in una generica base di vettori ortonormali {\displaystyle \left\{{\bar {1}}_{1},{\bar {1}}_{2},{\bar {1}}_{3}\right\}}
{\displaystyle {\mathbf {t} }=\sigma _{1}{\bar {1}}_{1}+\sigma _{2}{\bar {1}}_{2}+\sigma _{3}{\bar {1}}_{3}}
Il vettore tensione è non necessariamente ortogonale al piano su cui agisce. Interessante da un punto di vista tecnico è la decomposizione del vettore tensione nella componente lungo la direzione normale {\displaystyle {\mathbf {n} }} alla giacitura e nella componente contenuta nel piano della giacitura
{\displaystyle {\mathbf {t} }={\boldsymbol {\sigma }}+{\boldsymbol {\tau }}\;\;\;,\;\;\;{\boldsymbol {\sigma }}=\sigma _{n}{\mathbf {n} }\;\;\;,\;\;\;{\boldsymbol {\tau }}=\tau _{m}{\mathbf {m} }}
- Dicesi tensione normale {\displaystyle \sigma _{n}} la componente del vettore tensione {\displaystyle {\mathbf {t} }} lungo la direzione normale {\displaystyle {\mathbf {n} }}

{\displaystyle \sigma _{n}={\mathbf {t} }\,\cdot \,{\mathbf {n} }}
- Dicesi tensione tangenziale {\displaystyle \tau _{m}} la componente del vettore tensione {\displaystyle {\mathbf {t} }} lungo una direzione {\displaystyle {\mathbf {m} }} contenuta nel piano di normale  {\displaystyle {\mathbf {n} }}

{\displaystyle \tau _{m}={\mathbf {t} }\,\cdot \,{\mathbf {m} }}

## Il tensore delle tensioni di Cauchy
Importanti caratterizzazioni dello stato tensionale in un punto derivano come corollari delle leggi di Eulero, le due equazioni di bilancio da soddisfare durante il moto di un corpo continuo. La prima legge di Eulero (conservazione della quantità di moto) porta al Teorema di Cauchy.
Lo stato tensionale in un punto è definito dalla conoscenza di tutti i vettori tensione {\displaystyle \mathbf {t} ^{(\mathbf {n} )}} associati con tutti i piani (di numero infinito) che passano per quel punto. In particolare, lo stato tensionale su tre piani paralleli ai piani coordinati sarà rappresentato dai tre vettori
{\displaystyle \ \mathbf {t} ^{(\mathbf {e} _{1})}=\sigma _{11}\mathbf {e} _{1}+\sigma _{12}\mathbf {e} _{2}+\sigma _{13}\mathbf {e} _{3}}
{\displaystyle \ \mathbf {t} ^{(\mathbf {e} _{2})}=\sigma _{21}\mathbf {e} _{1}+\sigma _{22}\mathbf {e} _{2}+\sigma _{23}\mathbf {e} _{3}}
{\displaystyle \ \mathbf {t} ^{(\mathbf {e} _{3})}=\sigma _{31}\mathbf {e} _{1}+\sigma _{32}\mathbf {e} _{2}+\sigma _{33}\mathbf {e} _{3}}
e quindi dalle nove componenti scalari  {\displaystyle \left\{\sigma _{11},\sigma _{12},\ldots ,\sigma _{33}\right\}},  di cui 
{\displaystyle \ \sigma _{11}}, {\displaystyle \ \sigma _{22}}, e :{\displaystyle \ \sigma _{33}} sono tensioni normali, e
{\displaystyle \ \sigma _{12}}, {\displaystyle \ \sigma _{13}}, {\displaystyle \ \sigma _{21}}, {\displaystyle \ \sigma _{23}}, {\displaystyle \ \sigma _{31}}, e {\displaystyle \ \sigma _{32}} sono tensioni tangenziali, spesso indicate con {\displaystyle \ \tau _{12}}, {\displaystyle \ \tau _{13}}, {\displaystyle \ \tau _{21}}, {\displaystyle \ \tau _{23}}, {\displaystyle \ \tau _{31}}, e {\displaystyle \ \tau _{32}}.
L'insieme delle nove componenti scalari {\displaystyle \left\{\sigma _{11},\sigma _{12},\ldots ,\sigma _{33}\right\}} rappresentano le componenti della matrice di rappresentazione, nella base {\displaystyle \left\{{\bar {1}}_{1},{\bar {1}}_{2},{\bar {1}}_{3}\right\}}, di un tensore del secondo ordine {\displaystyle \mathbf {T} } (altrimenti indicato con il simbolo di tensore {\displaystyle {\boldsymbol {\sigma }}}) detto tensore delle tensioni di Cauchy. Di seguito sono riportate tutte le più comuni convenzioni tipografiche utilizzate per rappresentarne le componenti:
{\displaystyle \ [{\mathbf {T} }]\equiv \left[{\begin{matrix}\mathbf {t} ^{(\mathbf {e} _{1})}\\\mathbf {t} ^{(\mathbf {e} _{2})}\\\mathbf {t} ^{(\mathbf {e} _{3})}\\\end{matrix}}\right]=\left[{\begin{matrix}\sigma _{11}&\sigma _{12}&\sigma _{13}\\\sigma _{21}&\sigma _{22}&\sigma _{23}\\\sigma _{31}&\sigma _{32}&\sigma _{33}\\\end{matrix}}\right]\equiv \left[{\begin{matrix}\sigma _{11}&\tau _{12}&\tau _{13}\\\tau _{21}&\sigma _{22}&\tau _{23}\\\tau _{31}&\tau _{32}&\sigma _{33}\\\end{matrix}}\right]\equiv \left[{\begin{matrix}\sigma _{xx}&\sigma _{xy}&\sigma _{xz}\\\sigma _{yx}&\sigma _{yy}&\sigma _{yz}\\\sigma _{zx}&\sigma _{zy}&\sigma _{zz}\\\end{matrix}}\right]\equiv \left[{\begin{matrix}\sigma _{x}&\tau _{xy}&\tau _{xz}\\\tau _{yx}&\sigma _{y}&\tau _{yz}\\\tau _{zx}&\tau _{zy}&\sigma _{z}\\\end{matrix}}\right]\;\;,\;\;{\sigma }_{ij}=\left({\mathbf {T} }\,{\mathbf {e} }_{i}\right)\,\cdot \,{\mathbf {e} }_{j}}
Il Teorema di Cauchy afferma che la conoscenza dello stato tensionale su tre distinte giaciture tra loro ortogonali, cioè le nove componenti {\displaystyle \left\{\sigma _{11},\sigma _{12},\ldots ,\sigma _{33}\right\}},  è sufficiente a determinare le tensioni su ogni altra giacitura passante per il punto.
In termini più formali, il teorema di Cauchy afferma che esiste un tensore {\displaystyle {\mathbf {T} }}, detto tensore delle tensioni,  tale che vale la seguente rappresentazione lineare
{\displaystyle \mathbf {t} ^{(\mathbf {n} )}\,={\mathbf {T} }\,{\mathbf {n} }}
Il rispetto della seconda legge di Eulero (conservazione del momento della quantità di moto) porta a richiedere che il tensore delle tensioni di Cauchy sia un tensore simmetrico
{\displaystyle {\mathbf {T} }^{t}={\mathbf {T} }\;\;,\;\;\sigma _{ij}=\sigma _{ji}}
Esso è quindi rappresentato da sole sei componenti scalari indipendenti.

### Tensioni principali, direzioni principali ed invarianti dello stato tensionale
La tensione principale in un punto è il valore della tensione su una giacitura  rispetto alla quale lo stato tensionale presenta solo componenti normali e manca di componenti tangenziali. La direzione normale alla giacitura è detta direzione principale di tensione.
Il problema delle tensioni principali consiste nel ricercare le giaciture rispetto alle quali lo stato tensionale ha solo componenti normali, cioè del tipo
{\displaystyle {\mathbf {t} }={\mathbf {T} }\,{\mathbf {n} }=\sigma _{n}\,{\mathbf {n} }}
tale che risulti identicamente {\displaystyle \tau _{m}=0,\;\forall {\mathbf {m} }}.
Dal punto di vista algebrico, il problema enunciato corrisponde ad un problema agli autovalori, cioè di ricerca degli autovettori {\displaystyle {\mathbf {n} }} ed autovalori {\displaystyle \lambda } del tensore {\displaystyle {\mathbf {T} }}.
Posto nella forma ({\displaystyle {\mathbf {I} }} è il tensore identità)
{\displaystyle ({\mathbf {T} }-\lambda {\mathbf {I} })\,{\mathbf {n} }=0}
il problema è equivalente alla ricerca dello spazio nullo (il kernel) dell'operatore {\displaystyle ({\mathbf {T} }-\lambda \,{\mathbf {I} })}, definito dalla relativa condizione di singolarità (la equazione caratteristica dell'operatore {\displaystyle {\mathbf {T} }})
{\displaystyle {\mbox{det}}\left({\mathbf {T} }-\lambda \,{\mathbf {I} }\right)={\begin{vmatrix}\sigma _{11}-\lambda &\sigma _{12}&\sigma _{13}\\\sigma _{21}&\sigma _{22}-\lambda &\sigma _{23}\\\sigma _{31}&\sigma _{32}&\sigma _{33}-\lambda \\\end{vmatrix}}=0}
Questa  assume l'espressione di un'equazione algebrica di terzo grado
{\displaystyle -\lambda ^{3}+\lambda ^{2}I_{1}-\lambda I_{2}+I_{3}=0\!}
ove i coefficienti {\displaystyle (I_{1},I_{2},I_{3}\!)} sono gli invarianti del tensore {\displaystyle {\mathbf {T} }} e sono definiti dalle
{\displaystyle {\begin{aligned}I_{1}&={\mbox{tr}}\,{\mathbf {T} }=\sigma _{11}+\sigma _{22}+\sigma _{33}\\I_{2}&={\frac {1}{2}}\left(({\mbox{tr}}\,{\mathbf {T} })^{2}-{\mbox{tr}}\,({\mathbf {T} }^{2})\right)=\sigma _{11}\sigma _{22}+\sigma _{22}\sigma _{33}+\sigma _{11}\sigma _{33}-\sigma _{12}^{2}-\sigma _{23}^{2}-\sigma _{13}^{2}\\I_{3}&={\mbox{det}}\,{\mathbf {T} }=\sigma _{11}\sigma _{22}\sigma _{33}+2\sigma _{12}\sigma _{23}\sigma _{31}-\sigma _{12}^{2}\sigma _{33}-\sigma _{23}^{2}\sigma _{11}-\sigma _{13}^{2}\sigma _{22}\end{aligned}}}
Essendo il tensore {\displaystyle {\mathbf {T} }} simmetrico, un teorema dell'algebra assicura che l'equazione caratteristica ammetta tre radici reali {\displaystyle (\sigma _{1},\sigma _{2},\sigma _{3}\!)} e, inoltre, che i tre autovettori associati {\displaystyle ({\mathbf {n} }_{1},{\mathbf {n} }_{2},{\mathbf {n} }_{3})} siano tra loro ortonormali:
{\displaystyle {\mathbf {n} }_{i}\,\cdot \,{\mathbf {n} }_{j}=\delta _{ij}}
dove con {\displaystyle \delta _{ij}} si indica il simbolo di Kronecker.
In conclusione, per ogni punto esistono tre giaciture tra loro ortogonali, chiamate piani principali di tensione, con vettori normali {\displaystyle ({\mathbf {n} }_{1},{\mathbf {n} }_{2},{\mathbf {n} }_{3})} (le direzioni principali di tensione), rispetto alle quali il vettore tensione ha solo componenti normali {\displaystyle (\sigma _{1},\sigma _{2},\sigma _{3})} (le tensioni principali) e manca di componenti tangenziali. Si dimostra che le tensioni principali rappresentano i valori massimi (e minimi) attinti dallo stato tensionale in un punto al variare della giacitura passante per esso.
La rappresentazione spettrale del tensore delle tensioni {\displaystyle {\mathbf {T} }}, cioè la rappresentazione del tensore in una base costituita dalle tre direzioni principali di tensione, è data dalla matrice diagonale
{\displaystyle [{\mathbf {T} }]\equiv {\begin{bmatrix}\sigma _{1}&0&0\\0&\sigma _{2}&0\\0&0&\sigma _{3}\\\end{bmatrix}}}
Nella rappresentazione spettrali, gli invarianti dello stato tensionale attingono la seguente espressione:
{\displaystyle \ {\begin{aligned}I_{1}&=\sigma _{1}+\sigma _{2}+\sigma _{3}\\I_{2}&=\sigma _{1}\sigma _{2}+\sigma _{2}\sigma _{3}+\sigma _{3}\sigma _{1}\\I_{3}&=\sigma _{1}\sigma _{2}\sigma _{3}\\\end{aligned}}}

### Parte sferica e deviatorica del tensore delle tensioni
Come ogni tensore, il tensore delle tensioni di Cauchy {\displaystyle \mathbf {\sigma } } può essere decomposto in una parte sferica e una parte deviatorica
{\displaystyle {\boldsymbol {\sigma }}={\bar {\sigma }}\,{\mathbf {I} }+{\boldsymbol {\sigma }}^{dev}}
ovvero nella rappresentazione matriciale in un sistema di coordinate ortogonali:
{\displaystyle [{\boldsymbol {\sigma }}]\equiv \left[{\begin{matrix}{\bar {\sigma }}&0&0\\0&{\bar {\sigma }}&0\\0&0&{\bar {\sigma }}\\\end{matrix}}\right]+\left[{\begin{matrix}\sigma _{11}-{\bar {\sigma }}&\sigma _{12}&\sigma _{13}\\\sigma _{21}&\sigma _{22}-{\bar {\sigma }}&\sigma _{23}\\\sigma _{31}&\sigma _{32}&\sigma _{33}-{\bar {\sigma }}\\\end{matrix}}\right]}
dove  {\displaystyle {\bar {\sigma }}} è la tensione media o pressione statica:
{\displaystyle {\bar {\sigma }}={\frac {1}{3}}{\mbox{tr}}{\bigl (}{\boldsymbol {\sigma }}{\bigr )}={\frac {1}{3}}(\sigma _{11}+\sigma _{22}+\sigma _{33})}
La parte sferica {\displaystyle {\bar {\sigma }}\,{\mathbf {I} }} del tensore delle tensioni è rappresentativa di uno stato idrostatico di tensione.

## Stato piano di tensione
Quando il valore di una delle tensioni principali è zero, sono nulle le componenti di tensioni nel relativo piano principale e si parla di stato tensioni piane. Assunta {\displaystyle {\mathbf {e} }_{3}} come la relativa direzione principale, il vettore delle tensioni ha la seguente rappresentazione in una base di vettori ortonormali {\displaystyle \left\{{\bar {1}}_{1},{\bar {1}}_{2},{\bar {1}}_{3}\right\}}
{\displaystyle \ [{\mathbf {T} }]\equiv {\begin{bmatrix}\sigma _{11}&\sigma _{12}&0\\\sigma _{21}&\sigma _{22}&0\\0&0&0\end{bmatrix}}}.
Uno stato di tensioni piane caratterizza tipicamente lo stato di sforzo di un corpo in cui una delle dimensioni è molto piccola rispetto alle rimanenti due (un guscio, ad esempio).

### I cerchi di Mohr delle tensioni
Il cerchio di Mohr è una rappresentazione grafica dello stato tensionale in un punto, proposta nel 1892 da Mohr. Essa è particolarmente significativa nel caso di stato piano di tensioni e permette la determinazione in modo semplice delle tensioni principali, delle tensioni tangenziali massime e dei piani principali di tensione.

## I tensori delle tensioni di Piola-Kirchhoff
La descrizione dello stato tensionale è espressa in modo naturale in forma euleriana con riferimento alla configurazione attuale e facendo uso del tensore di Cauchy. Nel caso di spostamenti e deformazioni finite, lo stato tensionale può anche essere espresso in una formulazione lagrangiana, cioè facendo riferimento alla configurazione di riferimento iniziale, mediante l'uso dei tensori nominali di tensione di Piola-Kirchhoff, il cui significato è prettamente matematico.
Nell'ipotesi di piccoli spostamenti e rotazioni, i tensori nominali di tensione e il tensore di Cauchy coincidono: in tal caso è solito far uso del simbolo {\displaystyle {\boldsymbol {\sigma }}} per indicare il tensore delle tensioni.

## Osservazione sul concetto di tensione
L'esistenza delle tensioni è affermata in maniera assiomatica. Problematica risulta la giustificazione di tale assunzione con argomentazioni di natura fisica, mediante una sua verifica con dati sperimentali: essendo relativa a punti interni del corpo, è impossibile operare realmente dei tagli per poi misurare sulla superficie di taglio il valore della tensione, in quanto l'operazione di taglio altererebbe in modo drammatico lo stato tensionale che si intenderebbe misurare. In conclusione si può affermare soltanto che "la definizione delle tensioni rappresenta  una ipotesi ragionevole sulla natura del continuo e che la giustificazione di tale costrutto o modello mentale è da ricercarsi nel suo valore metodologico, cioè [...] dai proficui risultati ai quali si perviene col metodo su esso fondato" (Baldacci, 1984)